# San Cristóbal de La Laguna
San Cristóbal de La Laguna (splošno znan kot La Laguna, španska izgovarjava: [saŋ kɾisˈtoβal de la laˈɣuna]) je mesto in občina na severnem delu otoka Tenerife v provinci Santa Cruz de Tenerife na Kanarskih otokih, Španija. Nekdanja prestolnica Kanarskih otokov je tretje najbolj naseljeno mesto arhipelaga in drugo najbolj naseljeno mesto na otoku.
Leta 1999 je UNESCO razglasil zgodovinsko središče La Lagune za svetovno dediščino, potem ko ga je nominirala Španija. La Laguna je ob mestu Santa Cruz de Tenerife; tako obe mesti in občini tvorita eno samo veliko urbano središče. Njegovo gospodarstvo je poslovno usmerjeno, medtem ko kmetijstvo prevladuje v severovzhodnem delu mesta. Urbano območje prevladuje v osrednjem in južnem delu.
La Laguna velja za kulturno prestolnico Kanarskih otokov. V njem je neuničljivo telo María de León Bello y Delgado in lesena skulptura Kristus iz La Lagune (Cristo de La Laguna).
Znamenitost mesta je stolnica La Laguna, ki je katoliška stolnica Tenerifa in njegove škofije (škofija Tenerife). Med pomembnimi zgodovinskimi osebnostmi mesta sta Amaro Pargo, eden od slavnih korzarjev zlate dobe piratstva in José de Anchieta, katoliški svetnik, misijonar in ustanovitelj mest São Paulo in Rio de Janeiro v Braziliji. Catalina Lercaro, mlada ženska iz 16. stoletja, naj bi raje naredila samomor, kot da bi sprejela dogovorjeno poroko, ki ji je nasprotovala. Njen duh naj bi strašil v njenem nekdanjem družinskem dvorcu, ki se zdaj uporablja kot muzej zgodovine Tenerifa.

## Etimologija
Alonso Fernández de Lugo je mesto ob njegovi ustanovitvi poimenoval Villa de San Cristóbal de La Gran Laguna, kar naj bi bilo povezano z bližnjim ribnikom ali jezerom (laguna). Ime je bilo kasneje skrajšano v San Cristóbal de La Laguna.

## Grb
Kraljica Ivana Kastiljska je 23. marca 1510 podelila grb otoku Tenerife. Uradniki mesta La Laguna, ki je bilo po osvojitvi določeno za prestolnico, so ta emblem sprejeli za svojega.
Predstavlja otok z vulkanom, ki bruha ogenj, na valovih, med gradom in levom. Zgoraj je nadangel sveti Mihael, ki v eni roki drži sulico, v drugi pa ščit. V obrobi napis Michael Arcangele Veni in Adjutorium Populo Dei Thenerife Me Fecit. Ti elementi simbolizirajo vključitev otoka Tenerife v kastiljsko krono in njegovo evangelizacijo pod pokroviteljstvom svetega Mihaela.

## Pododdelki
- La Verdellada
- Viña Nava
- El Coromoto
- San Benito
- El Bronco
- La Cuesta
- Taco
- Tejina
- Valleguerra
- Bajamar
- Punta del Hidalgo
- Geneto
- Los Baldios
- Guamasa
- El Ortigal
- Las Mercedes
- El Batan
- Las Carboneras
- San Diego
- Las Gavias

## Podnebje
Ker zajema vlago iz prevladujočih severovzhodnih vetrov, ima San Cristóbal de La Laguna sredozemsko podnebje (Köppen: Csb), ki je v nasprotju s sušnim podnebjem drugih mest na Kanarskih otokih. Pade tri- do petkrat več padavin, kot jih pade na južnih pobočjih, okoli deset odstotkov manj sonca in okoli deset odstotkov večja vlažnost skozi vse leto. Kljub nadmorski višini morski in subtropski vplivi ohranjajo temperaturo ves čas nad zmrzaljo.

## Zgodovina
Zemljišče, na katerem mesto zdaj stoji, je pripadalo Menceyato de Anaga, ki je bilo eno od devetih domorodnih kraljestev Gvančev na otoku, dokler ga ni osvojilo Kastiljsko kraljestvo. Dolina Aguere (kjer leži mesto) in še posebej veliko jezero, ki je bilo na tem mestu, je bil romarski kraj za domorodce otoka.
V mestu je potekala bitka pri Aguereju leta 1494. Mesto je med letoma 1496 in 1497 ustanovil Alonso Fernández de Lugo in je po koncu osvajanja otokov postalo glavno mesto otoka Tenerife. Kasneje je mesto postalo glavno mesto vseh Kanarskih otokov. Leta 1582 je mesto utrpelo epidemijo kuge, ki je povzročila med 5000 in 9000 smrtnih žrtev.
Postavitev mesta je podobna postavitvi mnogih španskih kolonialnih mest v Ameriki. Ker je bil urbanistični načrt mesta La Laguna model za ta latinskoameriška mesta. Univerza La Laguna je bila ustanovljena leta 1701.
Upadanje prebivalstva in gospodarstva v 18. stoletju je povzročilo prenos prestolnice v Santa Cruz de Tenerife leta 1723. Santa Cruz je bil od takrat glavno mesto otoka Tenerife in edina prestolnica Kanarskih otokov do leta 1927, od takrat pa glavno mesto Kanarskih otokov si deli z mestom Las Palmas de Gran Canaria.
Letališče Tenerife North v Los Rodeosu je bilo odprto v 1930-ih in se danes širi.
Zgodovinsko središče mesta je bilo 2. decembra 1999 vpisano med svetovno dediščino. Več ulic zgodovinskega pomena je bilo zaprtih za avtomobilski promet. La Laguna je bila pogosto imenovana Firence Kanarskih otokov zaradi številnih cerkva in samostanov ter starega mesta in zgodovinskih stavb. Tudi zaradi dejstva, da je bilo mesto zibelka ali sedež različnih umetniških in kulturnih gibanj, ki so se nato izvozila na preostali del kanarskega arhipelaga, zlasti na verskem področju, kot je bil v Velikem tednu ali ker je bilo zibelka gibanja razsvetljenstva na Kanarskih otokih, imenovano tudi »stoletje luči«. To je zlasti v baročnem obdobju (17.–18. stoletje) spodbudilo nastanek pomembnih kiparjev, slikarjev in arhitektov, ki so opravljali svojo trgovino v mestu in včasih izvažali svoja dela na preostali del otočja.
Pred kratkim je bilo najdenih več predorov, prehodov in podzemnih obokov, ki izvirajo iz časa takoj po ustanovitvi mesta. Ti predori so pod nekaterimi znamenitimi stavbami, kot so Iglesia de la Concepción, stolnica La Laguna in nekdanji samostan San Agustín. Raziskovalci verjamejo, da je bilo sedanje mesto La Laguna dvignjeno, saj zdaj nima enakega nivoja tal kot ob ustanovitvi. Ponekod je več kot en meter višje in pokoplje tisto, kar je pod njim.

## Glavne znamenitosti
- Stolnica La Laguna z neoklasicističnim pročeljem (1819)
- Iglesia de la Concepción je bila prva župnija, zgrajena na otoku Tenerife
- Staro mesto: UNESCO ga je uvrstil na seznam svetovne dediščine, saj je razporeditev njegovih ulic služila kot model za gradnjo nekaterih glavnih latinskoameriških prestolnic. Tam je veliko stavb v kolonialnem slogu z lesenimi balkoni in veličastnimi dvorišči, obdanimi z drevesi, ki zasedajo središče stavbe. Obiščemo jih lahko tudi več, bogato zasajenih z drevjem in cvetjem.
- Real Santuario del Santísimo Cristo de La Laguna je eden najpomembnejših templjev v mestu in na otoku, saj je v notranjosti čaščena podoba Kristusa, zelo priljubljena na otočju.
- Univerza La Laguna: prva univerza, ustanovljena na Kanarskih otokih.
- Casa Anchieta: je rojstni kraj sv. Joséja de Anchieta, ki ga katoliška cerkev šteje za apostola Brazilije.
- Palača Salazar je palača družine Salazar de Frías, trenutno deluje kot škofovska palača škofije Tenerife. V notranjosti stavbe izstopa škofovska kapela, plod dela mednarodne in ekumenske skupine pod vodstvom slovenskega jezuita Marka Ivana Rupnika z neobizantinskim mozaikom, ki predstavlja binkoštno skrivnost.
- Palača Nava je primer kanarske arhitekture, ki združuje baročne, neoklasicistične in manieristične elemente.
- Cerkev Santo Domingo de Guzmán je ena najstarejših cerkva v mestu, v njej je grob slavnega korzarja Amara Parga.
- Instituto Canarias Cabrera Pinto: najstarejša srednja šola na otočju, ki je še v uporabi.
- Teatro Leal zgrajeno leta 1915.
- Plaza del Adelantado: Glavni mestni trg, obdan s številnimi zanimivimi stavbami: mestna hiša (Casa del Corregidor), palača Nava, samostan Santa Catalina de Siena, puščavnica San Miguel Arcángel.
- Muzej zgodovine Tenerifa: (Palacio Lercaro) muzej, ki predstavlja zgodovino otoka od 15. stoletja do danes. Muzej je znan tudi po domnevnih pojavih duha Cataline Lercaro, mlade ženske iz 16. stoletja, ki je naredila samomor.